# ملك الحلبة (1993)
كان حدث ملك الحلبة (1993) هو الحدث السنوي الأول من حدث ملك الحلبة أوكينج أوف ذا رينج لمصارعة المحترفين بنظام الدفع مقابل المشاهدة (PPV) الذي ينتجه الاتحاد العالمي للمصارعة (WWF، الآن WWE)
نتج هذا الحدث عن قرار الاتحاد العالمي للمصارعة WWF بجعل بطولة كينج أوف ذا رينج ملك الحلبة السنوية الخاصة به في حدث متلفز.
تم عقده في 13 يونيو 1993، في مركز ناتر في دايتون ، أوهايو. تضمنت بطاقة البطولة عشر مباريات، نتجت عن قصص مكتوبة ونتائج محددة مسبقًا بواسطة WWF.
كان التركيز الرئيسي لحدث نظام الدفع مقابل المشاهدة PPV هذا على البطولة نفسها. فلقد حصل المصارعون على دخول البطولة من خلال المشاركة في المباريات التأهيلية على برامج تلفزيون WWF ، وتم بث الجولات الثانية والثالثة والرابعة من البطولة على قناة ملك الحلبة PPV. فاز بريت هارت بالبطولة بفوزه على سكوت هول (المعروف بلقب رازر رامون) ومستر بيرفكت وسكوت شارليز بيغلو (الملقب بـ بام بام بيغلو) .
وقد تعرض بريت هارت لهجوم من قبل جيري لولر خلال حفل التتويج، مما أدى إلى عداء استمر أكثر من عامين.
بالإضافة إلى البطولة، تميز الحدث بفوز يوكوزونا على هولك هوجان في بطولة«WWF العالمية للوزن الثقيل» بالإضافة إلى احتفاظ شون مايكلز بحزامه في مباراة ضد براين آدمز (الملقب بـ كراش ) لبطولة بطولة القارات دبليو دبليو إي.
كانت مراجعات الحدث إيجابية بشكل أساسي. وصف العديد من المراجعين مباريات المصارع بريت هارت بأنها سلطت الضوء على نظام الدفع مقابل المشاهدة PPV.
وتلقت مباراة بطولة إنتركونتيننتال مراجعات إيجابية، ولكن تم انتقاد نهاية مباراة بطولة «WWF العالمية للوزن الثقيل»، والتي ظهرت هالك هوجان في ظهوره الأخير في PPV في WWF حتى عام 2002 .
حضر الحدث 6500 مشجع - وهو أقل حضور لأي حدث من أحداث ملك الحلبة. ومع ذلك، كان معدل شراء PPV هو الأعلى في أي حدث من أحداث ملك الحلبة حتى عام 1999. تم إصدار الحدث على VHS في أمريكا الشمالية وعلى VHS وDVD في المملكة المتحدة.

## الإنتاج

### خلفية
أقام الاتحاد العالمي للمصارعة الحرة العديد من بطولات «ملك الحلبة» في السنوات السابقة، لكنه لم يصبح حدثًا لـ PPV حتى عام 1993.[بحاجة لمصدر]
شهد حدث 1993 لبطولة ملك الحلبة بالإضافة إلى ثلاث مباريات أخرى.
وفي هذه المباريات، تم تصوير المصارعين على أنهم أشرار أو مفضلون لدى المعجبين وصارعوا في المباريات التي بنيت على عداءات وقصص موجودة مسبقًا.

### الوقائع المنظورة
سبعة من المشاركين الثمانية في مباريات ربع النهائي تصارعوا في جولة تأهيلية قبل بث PPV ، بينما دخل بريت هارت دون الحاجة إلى التأهل. كان ليكس لوغر أول مصارع يتأهل، حيث هزم بوب باكلند في مباراة متلفزة في حلقة 2 مايو من «تحدي المصارعة»(برنامج تليفزيوني من إنتاج WWE).
وبعد ستة أيام، تمت إضافة سكوت هول (المعروف بلقب رازر رامون) إلى البطولة بعد أن هزم تيتو سانتانا في «نجوم دبليو دبليو إف». في 9 مايو، قام جيم دوغان «الشهير بـHacksaw» بتثبيت المصارع تشارلز رايت الشهير بـ بابا شانجو في «تحدي المصارعة» ليصبح رابع مشارك. في الليلة التالية، تأهل سكوت شارليز بيغلو (الملقب بـ بام بام بيغلو) بفوزه على المصارع فريد عثمان «الشهير بـ تايفون» في حلقة حية من دبليو دبليو إي راو (تذاع يوم الأثنين ).
في حلقة 15 مايو من نجوم دبليو دبليو إف ، واجه كريستوفر شافيز ( الملقب بتاتنكا ) منافسه خورخي غونزاليس في مباراة تأهيلية. خنق جونزاليس خصمه واستبعده الحكم بيل ألفونسو - الذي هاجمه غونزاليس بعد المباراة؛ نتيجة لذلك، تقدم تاتانكا إلى الدور التالي من البطولة.
تصارع السيد مستر بيرفكت والمصارع دوينك (الملقب بالمهرج) في ثلاث مباريات تأهيلية ضد بعضهما البعض، قبل أن يتم العثور على فائز حاسم للتقدم في البطولة.
واجهوا بعضهم البعض لأول مرة في حلقة 1 مايو من نجوم دبليو دبليو إف ، ولكن تم إعلان المباراة بالتعادل عندما انتهت المهلة المحددة.
أقيمت مباراتهم التالية في حلقة 16 مايو من «تحدي المصارعة» وأدت مرة أخرى إلى سحب الحد الزمني.
في 24 مايو من حلقة دبليو دبليو إي راو (تذاع يوم الأثنين) ، تم طلب مباراة ثالثة بين الاثنين، هذه المرة بدون حد زمني، وقام مستر بيرفكت بتثبيت المصارع دوينك (الملقب بالمهرج) للتقدم إلى المركز السابع في ربع النهائي.
في مباراة التصفيات النهائية، هزم المصارع كورتيس هيوز الملقب "السيد هيوز" منافسه المصارع كامالا في حلقة 23 مايو من تحدي المصارعة .

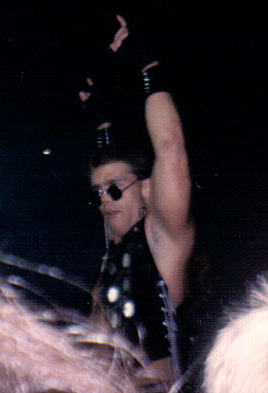
تنازع شون مايكلز مع براين آدمز (كراش) على بطولة إنتركونتيننتال.

في راسلمينيا 9 ، خسر بريت هارت بطولة WWF العالمية للوزن الثقيل مقابل نظيره يوكوزونا. في ختام المباراة، ألقى السيد فوجي، مدير يوكوزونا، الملح في عيني هارت، مما مكن يوكوزونا من الفوز بالمباراة.
بعد المباراة، جاء هالك هوجان إلى الحلبة لمساعدة هارت. تحدى السيد فوجي مافسه هوجان في مباراة بطولة WWF العالمية للوزن الثقيل، والتي جرت على الفور.
حاول فوجي رمي الملح في عيني هوجان، لكن هوجان تحرك وضرب الملح يوكوزونا بدلاً منه. هزمه هوجان بسرعة ليصبح بطل "بطولة دبليو دبليو إف العالمية للوزن الثقيل الجديد.
نظرًا لترتيب واقعي مع مالك WWF السيد فينس ماكماهون، كان من المفترض أن يخسر هوجان لقب بريت هارت، لكنه غير رأيه ورفض أن يخسر أمام هارت، قام بتشكيل تسوية سمحت له بمواجهة يوكوزونا في مباراة العودة في ملك الحلبة 1993. لم يكن يريد أن يتم تثبيته بشكل واضح، لذلك أصر على حبكة درامية (سيناريو تم عمله في المباراة) يفقد فيها الحزام بسبب التدخل الخارجي. نتيجة لخسارة هارت المثيرة للجدل، منح جاك توني، الذي لعب دور رئيس WWF على الشاشة، هارت الدخول في بطولة ملك الحلبة دون مطالبته بالفوز بمباراة تأهيلية.
واجه المصارع براين آدمز (الملقب بـ كراش ) منافسه الحاصل على لقب بطولة القارات دبليو دبليو إي المصارع شون مايكلز عدة مرات في أوائل عام 1993 لكنه لم يتمكن من الفوز بحزام اللقب. كما واجه المتنافسان بعضهما البعض في مباراة تأهيلية لبطولة ملك الحلبة في حلقة 22 مايو من نجوم دبليو دبليو إف .
انتهت المباراة بعد مزدوج، ومع ذلك، تم إقصاء كلا المصارعين من البطولة. أُعلن لاحقًا أنهما سيصارعان بعضهما البعض في ملك الحلبة 1993، حيث كان لقب مايكلز على المحك.
تميز الحدث أيضًا بمباراة فريق مكونة من ثمانية لاعبين والتي حرضت الفريق المفضل لدى المعجبين من:
الاخوة ستاينر (ريك ستاينر وسكوت ستاينر) وفريق المدخنان جانز (مونتي سوب الشهير بـ بيلي جان وبرت جان) ضد فريق الشرير من موني إن. (تيد ديبياسي وإروين آر شيستر) وفريق هيدشرينكرز (سامو وفاتو). واجه فريق الاخوة ستاينر وفريق هيدشرينكرز بعضهم البعض في راسلمينيا في مباراة فاز بها فريق الاخوة ستاينر. ثم انتقل فريق الاخوة ستاينر إلى الصراع مع فريق موني إن. الحائز السابق على لقب أبطال فريق WWF . ظهر فريق جانز لأول مرة في WWF في ربيع عام 1993 وواجهوا فريق هيدشرينكرز في سلسلة من المباريات. لم تكن المباراة مباراة فرق قياسية.

## الاحداث
| وظيفة:      | اسم:         |
| ----------- | ------------ |
| المعلق      | بوبي هينان   |
| المعلق      | جيم روس      |
| المعلق      | راندي سافاج  |
| حكم         | مايك شيودا   |
| حكم         | ايرل هيبنر   |
| حكم         | جوي ماريلا   |
| المحاور     | جين أوكرلوند |
| المحاور     | تيري تايلور  |
| مذيع الحلبة | هوارد فينكل  |
| آخر         | رينيه جوليت  |

### المباريات التمهيدية
قبل بدء البث المباشر لـ PPV ، وقعت مباراة مظلمة بين أوين هارت وبابا شانجو. قام بابا شانجو بتثبيت هارت للاحتفاظ ببطولة USWA الموحدة للوزن الثقيل، والتي تم الدفاع عنها في WWF كجزء من برنامج تبادل المواهب بين WWF وجمعية المصارعة الأمريكية (USWA).

### مباريات البطولة

حركة باور سلام

في أول مباراة متلفزة للحدث، صارع بريت هارت غريمه رازور رامون. حصل هارت على مكاسب مبكرة، لكن رامون استخدم ميزة حجمه للسيطرة على جزء كبير من المباراة.وقام بحركات فول واي سلام (رمية صعبة في المصارعة الحر) وحركة ياور سلام كنه لم يتمكن من تثبيت هارت. قام هارت بالعديد من حركات توقيعه (الحركات التي يقوم بها دوما)، بما في ذلك حركة تمريرة روسية للساق وحركة قفزة من الحبل الثاني. استعاد رامون السيطرة على المباراة وحاول تنفيذ سوبلكس من أعلى الحبل. هبط هارت على رأس رامون، وتم الفوز بالمباراة.

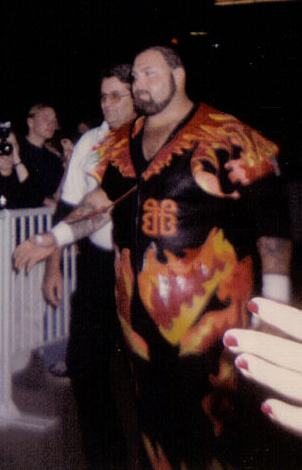
هزم بام بام بيجلو "Hacksaw" جيم دوغان وتلقى وداعا للجولة النهائية.

استخدم السيد هيوز ميزة قوته للسيطرة على المراحل الأولى من المباراة التالية ضد السيد مستر بيرفكت. بعد أن فاته هبوط في ساقه، استغل بيرفكت الفرصة للقيام بلي العنق على هيوز. التقط هيوز اداة معدنية التي سرقها من أندرتيكر وضرب بها مستر بيرفكت. نتيجة لذلك، تم استبعاد هيوز وتقدم السيد بيرفكت إلى الجولة التالية.
في المباراة التالية، واجه جيم دوغان «الشهير بـHacksaw» منافسه بام بام بيجلو. لم يتمكن أي من المصارعين من الحصول على تقدم في اللعبة حتى تم إلقاء جيم دوغان في زاوية الحلبة. لقد عانى من إصابة مما سمح لبيجلو بوضع جيم دوغان في حركة تسمى «عناق الدب». قام جيم دوغان بعض منافسه بيجلو لكي يتخلص من الإمساك. ثم قام بحركة باور سلام وحاول القيام بحركة توقيعه. ومع ذلك، ابتعد بيجلو عن الطريق، وقام بضرب رأسه على دوجان للحصول على انتصار التثبيت في النهاية.
اكتسب كريستوفر شافيز (الملقب بتاتنكا) ميزة مبكرة على ليكس لوغر في المباراة التالية. أجرى جسديًا ليطرح لوغر على السجادة. قام لوغر بضرب تاتانكا بمرفقه للهروب من حالة تعليق، ثم أعدم تشينوك على تاتانكا. عاد تاتانكا من خلال إجراء فرم على حافة السكين لوغر. حاول نفس الحركة من أعلى الحبل، لكن لوغر منعه. قام لوغر بأداء حبل الغسيل على تاتانكا لإسقاطه، لكنه لم يكن قادرًا على تثبيته. انتهت المهلة، وتم إقصاء كلا المصارعين من البطولة. نتيجة لذلك، تلقى المصارع بيجلو وداعًا في الجولة النهائية.
أقيمت الجولة نصف النهائية من البطولة مباشرة بعد الجولة الأولى .
وحصل المصارع السيد بيرفكت على تقدم مبكر على منافسه المصارع بريت هارت. عكس هارت زخم المباراة من خلال تطبيق سلسلة من أقفال الرأس على مستر بيرفكت. ثم أجرى بيرفكت ركلة على هارت وتبعها بدفعه من على حافة الحلقة إلى الحاجز الفولاذي على أرضية الملعب. ثم قام بيرفكت بأداء ركلة أخرى، لكن هارت تعافى ونفذ حركة فائقة على مستر بيرفكت.
تمكن هارت من تطويق ساق بيرفكت على شكل رقم أربعة أرجل
وحاول أداء حركة القناص في مناورته النهائية، ولكن استطاع مستر بيرفكت منع الحركة وحاول أداء حركة «بيرفكت بليكس» حركته النهائية على المصارع بريت هارت، فقام هارت بعكس هذه الحركة على منافسه.
ومع ذلك، تم طرد كلا الرجلين من الحلبة.
وعندما عادوا إلى الحلبة، حاولت بيرفكت تثبيت هارت بطريقة الحزمة الصغيرة.
فقام هارت عكس هذه الخطوة للحصول على انتصار التثبيت والتقدم إلى نهائي البطولة.

### مباريات أخرى
جاءت مباراة بطولة WWF العالمية للوزن الثقيل التالية، حيث دافع هولك هوجان عن لقبه ضد يوكوزونا. سيطر يوكوزونا على بداية المباراة حتى ركض في هوجان في الزاوية لكنه أهدر الفرصة. حاول هوجان مرتين أن يضرب يوكوزونا بجسده لكنه لم يستطع اسقاطه.
قام يوكوزونا بحركة «عناق الدب» على هوجان وحاول تثبيته بعد تنفيذه حركة سوبلكس بالبطن الملتصق . ركل هوجان يوكوزونا في وجهه ثلاث مرات وأوقعه على الأرضية . أجرى عملية هبوط على ساقه (حركة توقيعه) على يوكوزونا لكنه لم يتمكن من تثبيته.
وبينما كان هوجان يستعد لمحاولة ضرب يوكوزونا بجسده، قفز المدير هارفي ويبلمان، متنكراً في زي مصور مدسوس في قاعة المباريات على هوجان  بجانب حافة الحلبة.
ثم انفجرت كاميرته في وجه هوجان، مما سمح ليوكوزونا بإسقاط هوجان وإسقاط ساقه. وقام يوكوزونا بعدها بتثبيت هوجان لاستعادة لقب بطولة WWF العالمية للوزن الثقيل.
في المباراة التالية، واجه فريق الاخوة ستاينر (ريك ستاينر وسكوت ستاينر) وفريق المدخنان جانز (بيلي جان وبرت جان) وفريق موني إن. (تيد ديبياسي وإروين آر شيستر) وفريق هيدشرينكرز (سامو وفاتو). بدأت المباراة مع سيطرة ثنائي فريق ستاينرز حيث تناوبا على مهاجمة تيد ديبياسي، مما استدعى دخول الخصمان الآخران من الفريقين الآخرين وهما فاتو وبارت جان لحلبة المباراة، وهاجم فاتو وزميله منافسهما بارت أثناء محاولته لمس زميله لإجراء التبديل . ثم صارع بيلي جان خصمه ديبياسي وسيطر على المباراة حتى أدى ديبياسي حركة تسمى«حلم المليون دولار» على بيلي جان.
ثم حرر المصارع ديبياسي تقييده للخصم وأظهر الشماتة حول أدائه، فتمكن بيلي جان من مفاجأة ديبياسي بتثبيته للفوز بالمباراة.
بعد المباراة، استمرت الفرق في القتال حتى قاما فريقي ستاينر وجينز بإخراج خصومهم من الحلبة.

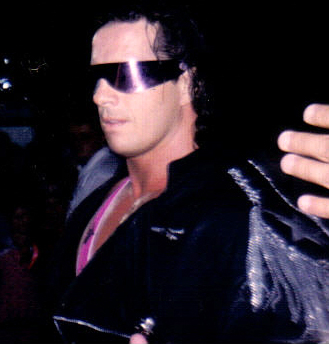
فاز بريت هارت ببطولة ملك الحلبة.

ظهر في المباراة التالية المصارع شون مايكلز وهو يدافع عن لقب بطولة WWF للقارات ضد المصارع براين آدمز (الملقب بـ كراش).
سيطر براين آدمز (الملقب بـ كراش) على الجزء الأول من المباراة من خلال أداء عدة ضربات على شون مايكلز، والتي تبعها بضربات قتالية والتي جعلت مليكلز يغادر الحلبة للتعافي ثم عاد للحلبة بع ذلك لمهاجمة رأس براين آدمز (الملقب بـ كراش).
كان مايكلز غير قادر على تثبيت براين آدمز ومع ذلك، طرد براين آدمز (الملقب بـ كراش) مايكلز من الحلبة.
ثم جاء اثنان من المصارعين يرتديان زي المصارع دوينك (الملقب بالمهرج) - اللذان كان براين آدمز يتنازع معهما - إلى الحلبة لتشتيت انتباه براين آدمز.
أجرى مايكلز ركلة خارقة، وحركته المميزة، ثم قام بتثبيت خصمه براين آدمز (الملقب بـ كراش) للاحتفاظ بالبطولة.

### نهائي البطولة
كانت المباراة النهائية في المساء بين بريت هارت والمصارع بام بام بيجلو لتحديد الفائز بالبطولة، استخدم المصارع بيجلو ميزة قوته للسيطرة على بداية المباراة، فقام بإلقاء خصمه هارت خارج الحلبة وركز على إصابة ظهر هارت.
هرب هارت من حركة التقييد المساة «عناق الدب» والتي قام بها بيجلو ودفعه إلى الحاجز الحديدي في الصف الأول في صفوف المشاهدين .
رد بيجلو بدفع هارت مرة أخرى إلى مركز الحلبة.
وقامت مديرة بيجلو المصارعة «لونا فاشون» بضرب المصارع هارت بكرسي، مما مكن بيجلو من تثبيت هارت وإعلانه الفائز.
وجاء الحكم إيرل هيبنر إلى الحلبة، وشرح لجوي ماريلا، حكم المباراة، ما حدث. مما جعل حكم الحلبة يصدار قرارا باستمرار المباراة، واستمر بيجلو في مهاجمة ظهر غريمه هارت. وبينما كان بيجلو خارج الحلبة، قام هارت بأداء جسدي طائر بالقفز فوق الحبل العلوي والهبوط على بيجلو. حاول بعدها أداء حركة القناص لكنه لم يستطع.
عندما ركض بيجلو تجاه خصمه هارت في زاوية الحلبة، فأبتعد هارت عن الطريق. ثم قفز هارت على أكتاف بيجلو وقلبه للأمام لتثبيته بطريقة تسمى «لفة الانتصار».
أقيمت مراسم التتويج، حيث تم إعلان هارت بأنه ملك الحلبة. قاطع المصارع جيري لولر الحفل وادعى أنه الملك الوحيد في دبليو دبليو إي. فقد كان يستخدم لقب «الملك» منذ هزيمته للمصارع جاكي فارجو في بطولة AWA Southern Heavyweight Championship في عام 1974 ولم يرغب في مشاركة اللقب.
هاجم لولر هارت وضربه بعصاة الصولجان وغطاء الرأس (في الصورة) واللذان كانا يستخدمان في الحفل. عندما انتهى عرض PPV ، كان هارت مستلقياً على الأرض، غير قادر على المقاومة.

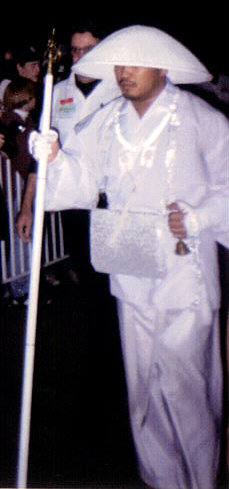
صعد جيري لولر حاملا عصا الصولجان عداءه مع بريت هارت من خلال إشراك هاكوشي.

## استقبال الجمهور
كانت مراجعات الحدث إيجابية بشكل أساسي. كتب آدم غوتشميت كاتب عمود المقالات في موقع Onslaught على الإنترنت أن هذا الحدث هو أفضل عرض لملك الحلبة 1993 والذي يمكن مشاهدته، ووصف جميع مباريات بريت هارت الثلاث بأنها «رائعة» ولكنه لم يكن معجبًا بأي من المباريات الأخرى على بطاقة البطولة.
فقد كان يعتقد أن المباراة المكونة من ثمانية لاعبين لم تخدم أي غرض حقيقي، وكانت المباراة بين لوغر وتاتانكا سيئة التخطيط والتنفيذ، وأن مباراة بطولة WWF العالمية للوزن الثقيل كانت الأسوأ على البطاقة. وكتب أيضًا ريك سكيا الكاتب لـ Online Onslaught ، انه استمتع أيضًا بمباريات بريت هارت، وانه كان يعتقد أن حجزه لتذكرة مشاهدة المباراة بين كريستوفر شافيز (الملقب بتاتنكا) وليكس لوغر كانت «قرار حجز جيد» وأن المصارعين قدما أداءً جيدًا في المباراة، وأنه استمتع أيضًا بنهايات البطولة WWF العالمية للوزن الثقيل ومباراة بطولة القارات. وأشاد موقع The Other Arena أيضًا بمباريات بريت هارت، وكذلك مباراة بطولة إنتركونتيننتال. لكنه لم يصنف المباريات الأخرى على أنها عالية، على الرغم من ذلك أعتبر أن مباراة بطولة WWF العالمية للوزن الثقيل فقط قيل إنها مباراة سيئة.
كان حضور الحدث 6500 معجب، دفعوا ما مجموعه 80,000 دولار للحضور، ويعتبر هذا هو أقل رقم حضور لحدث ملك الحلبة.
وكان الحضور في العام التالي أكبر مرتين تقريبًا، حيث حضر 12,000 معجب ملك الحلبة 1994 . وكان معدل شراء PPV 1.1، وهو أعلى معدل شراء في تاريخ ملك الحلبة حتى حدث 1999.
تم إصدار الحدث على VHS في أمريكا الشمالية بواسطة Coliseum Video في 11 أغسطس 1993. وتم إصداره أيضًا على VHS بتنسيق PAL في المملكة المتحدة. وتم تجميعه مع ملك الحلبة 1994 ، وتم إصداره على DVD في المملكة المتحدة كجزء من كلاسكيات بطولات WWE Tagged Classics في 5 يوليو 2004.

## ما بعد الكارثة
خلال الفترة المتبقية من الصيف، استأنف هولك هوجان عداءه مع يوكوزونا في حلبة مباريات عرض المصارعة المنزلي الدولي. ثم غادر هوجان WWF وركز في حياته المهنية على التمثيل، فقد لعب دور البطولة في فيلم التليفزيوني الرعد في باراديس ، وهو عرض تلفزيوني أسبوعي مكون من عدة حلقات استمر من 1993 إلى 1994.
وأثناء تصوير العرض، عُرض عليه عقد مع ورلد تشامبيونشيب ريسلينغ (WCW)، المنافس الرئيسي لـ WWF. فأنضم هوجان إلى WCW في صيف 1994 وصارع أول مباراة له في مهرجان باش أت ذا بيش الرياضي لعام 1994، حيث هزم وقتها منافسه ريك فلير للفوز ببطولة بطولة العالم للوزن الثقيل (دبليو سي دبليو). واستمر هوجان في المصارعة من أجل الشركة حتى صيف عام 2000. بعد ذلك، توقف WCW عن العمل في ربيع عام 2001 ولم يعد هوجان إلى WWF حتى أوائل عام 2002.

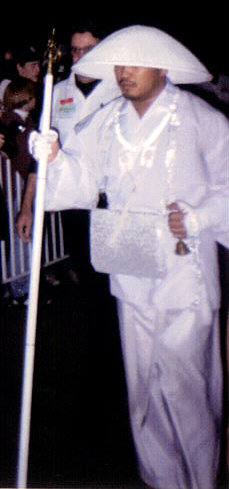
صعد جيري لولر حاملا عصا الصولجان عداءه مع بريت هارت من خلال إشراك هاكوشي.

احتفظ يوكوزونا بحزام لقب بطولة WWF العالمية للوزن الثقيل لأكثر من تسعة أشهر قبل أن يسقط الحزام أمام بريت هارت.
تم تجريد شون مايكلز من حزام بطولة القارات في سبتمبر 1993، حيث أقيمت مباراة من نوع «معركة ملكية» أصبح فيها رازور رامون البطل التالي.
واصل فريق الاخوة ستاينر الصراع مع فريق موني إن. على بطولة WWF للفرق الثنائية . هزموا تيد ديبياسي وإروين آر شيستر في اليوم التالي لموسم ملك الحلبة 1993 ليفوزوا بالأحزمة. واحتفظوا باللقب لمدة يومين فقط قبل أن يخسروا أمام فريق موني إن. بعد ثلاثة أيام، استعاد فريق الاخوة ستاينر الأحزمة التي احتفظوا بها لنهاية البطولة.
تنازع جيري لولر مع بريت هارت لأكثر من عامين بعد ملك الحلبة. واجهوا بعضهم البعض في SummerSlam 1993 لتحديد الملك الحقيقي لـ WWF.
فاز لولر بالمباراة واللقب بعد استبعاد هارت. وكان من المفترض أن يتصارعوا ضد بعضهم البعض في Survivor Series 1993 في مباراة إقصاء، لكن لولر لم يتمكن من الظهور لأنه اتهم بالاغتصاب واللواط في الحياة الحقيقية، واعترفت الضحية في وقت لاحق بأنها زورت التهم.
تنازع هارت مع شقيقه أوين طوال عام 1994، لذلك ظل الخلاف مع لولر كامنًا، واتهم لولر قريبه المصارع بريت هارت بأنه عنصري في عام 1995 من أجل خلق مشاكل بين هارت والمصارع الياباني هاكوشي. وأعاد هذا الاتهام إشعال الخلاف بين هارت ولولر، وواجه كل منهما الآخر في إنك هاوس 1، حيث تدخل هاكوشي في المباراة، مما مكن لولر من تثبيت هارت  ، وأقيمت هذه المباراة من نوع مباراة «تقبيل القدمين» بين هارت ومنافسه لولر في ملك الحلبة 1995 . وطبقا للشرط فان الخاسر يجبر على تقبيل اقدام الفائز. خسر لولر وأحضر طبيب أسنانه المصارع إسحاق يانكم، الذي سرعان ما ظهر لأول مرة في WWF. تصارع يانكم ضد هارت في SummerSlam 1995 ؛ وفاز هارت بالمباراة بالإقصاء بعد أن خنق هارت كل من يانكم ولولر بحبال الحلقة.

## روابط خارجية
- النتائج في Hoffco، Inc.
- النتائج في Online World of Wrestling